# Storia di Londra

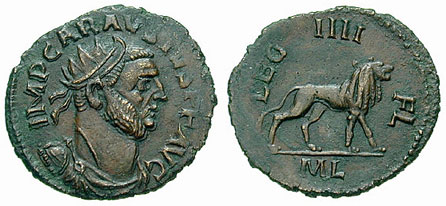
Monete romane trovate nell'insediamento di Londinium

La storia di Londra, capitale del Regno Unito, si estende per un periodo di oltre 2.000 anni, durante il quale si sono succedute pestilenze, invasioni, guerre civili, numerosi incendi, bombardamenti e attentati terroristici. Malgrado ciò si è sviluppata fino a divenire una delle capitali, finanziariamente e culturalmente, più importanti del mondo.

## Etimologia
L'etimologia del nome della città non è certa. Esistono diverse teorie, formulate nel corso dei secoli. Attualmente si chiama Londra.

## Londra preistorica
Secondo la leggendaria Historia Regum Britanniae, di Goffredo di Monmouth, Londra venne fondata da Bruto di Troia dopo che questo ebbe ucciso i giganti Gog e Magog. Il primo nome della città fu Nuova Troia che secondo una pseudo etimologia, venne corrotto in Trinovantum. L'area, prima della conquista romana della Britannia, venne abitata dalle tribù dell'età del ferro. Sempre secondo Geoffrey, Londra ebbe una lunga serie di leggendari re come Lud che cambiò il nome della città in CaerLudein, da cui discenderebbe il nome Londra.
In ogni caso, nonostante i numerosi scavi archeologici, non è mai stata trovata evidenza di un insediamento precedente a quello dei romani. Si sono trovati resti di abitazioni e di tombe ma nulla che lasci immaginare un insediamento di grandi dimensioni. Si può supporre sia esistita una città pre-romana di cui non sono ancora state trovate tracce, ma questa ipotesi resta un'illazione.
Durante la preistoria Londra fu molto probabilmente un'area rurale con scarsi insediamenti umani. Importanti ritrovamenti nel letto del Tamigi vicino Chelsea suggeriscono che l'area fu molto importante; possono esserci stati importanti insediamenti a Egham e Brentford, ed una fortificazione a Uppall, ma nessuna città nell'area della Londra romana, l'attuale City of London.
Numerosi ritrovamenti di lance e armi risalenti all'età del bronzo e del ferro, fanno pensare che le rive del Tamigi fossero dei confini tra aree tribali.
Nel 2002 durante degli scavi nel Tamigi, presso Vauxhall, vennero trovati dei pali di legno conficcati nella riva del fiume ad indicare la presenza di un ponte, o forse un molo, risalente a quasi 3.000 anni fa.

## Londra romana

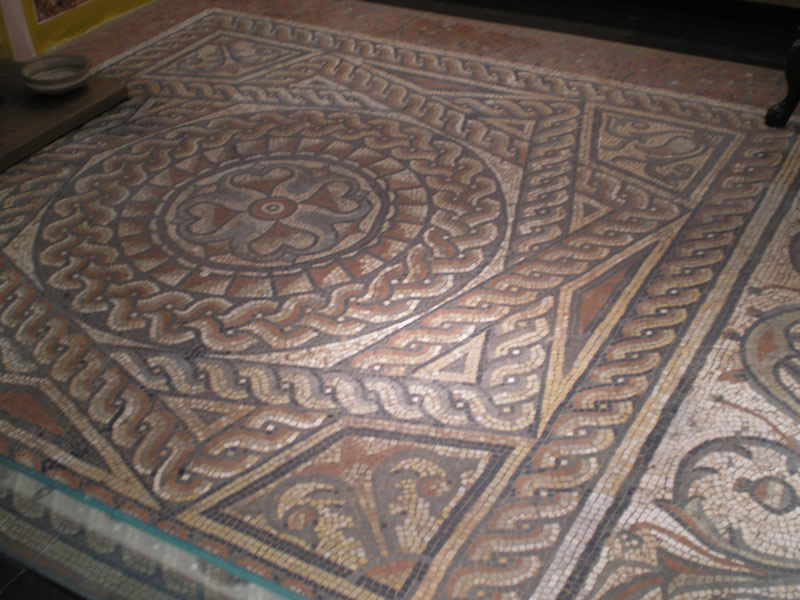
Mosaico romano dell’antica Londinium

Londinium venne fondata come accampamento dai romani circa sette anni dopo la conquista della Britannia. Il primo insediamento romano copriva una piccola area grossomodo equivalente alla superficie di Hyde Park. Intorno al 60, esso venne saccheggiato dagli Iceni guidati dalla loro regina Boudicca. La città venne presto ricostruita, secondo il progetto delle città romane, e nel volgere di un decennio incrementò moltissimo la sua popolazione. Nel corso del II secolo Londinium fu al massimo del suo splendore e sostituì Colchester come capitale della Britannia romana. In quel tempo la sua popolazione era intorno ai 60.000 abitanti. Disponeva di una serie di edifici pubblici quali la più grande basilica esistente a nord delle Alpi, il Palazzo del Governatore, templi, terme, anfiteatro e un grande forte che ospitava la guarnigione a difesa della città. A partire dal III secolo, instabilità politica e recessione portarono la città ad un lento quanto inesorabile declino.
Fra il 190 ed il 225, i romani costruirono il London Wall attorno alla città. Le mura erano lunghe circa 3 chilometri (1,9 miglia circa), alte 6 metri (20 ft.) e spesse 2,50 metri (8 ft.).
Nel tardo III secolo, Londinium venne attaccata e razziata diverse volte dai pirati Sassoni. Questo fatto determinò la decisione, risalente al 255 circa, di costruire delle altre mura presso la riva del Tamigi. Le mura sopravvissero per 1.600 anni e definirono i confini della città per i secoli a venire.
Sei delle tradizionali sette porte di Londra sono di origine romana e portano il nome di Ludgate, Newgate, Aldersgate, Cripplegate, Bishopsgate e Aldgate, (Moorgate è una eccezione essendo stata costruita in epoca medioevale).
Dal V secolo, l'Impero romano subì un rapido declino e nel 410 l'occupazione romana della Britannia ebbe termine. A seguito di questo evento la città andò incontro ad un periodo di lenta decadenza e prima della fine del secolo venne pressoché abbandonata.

## Londra anglosassone
A seguito del virtuale abbandono da parte dei romani, l'area strategica sulle rive del Tamigi non rimase a lungo deserta. Dal VI secolo venne abitata dagli anglosassoni.
Anche se i primi insediamenti anglosassoni evitarono l'area immediatamente adiacente alla romana Londinium, vi furono dei piccoli insediamenti su entrambe le rive del Tamigi. Non vi sono evidenze scritte dell'epoca ma si ha ragione di ritenere che l'area sia stata per diverso tempo una frontiera fra britanni e sassoni. Dalla metà del VI secolo, l'area di Londra venne incorporata nel Regno dell'Essex, che si estendeva dal lontano ovest a St Albans e comprendeva completamente l'attuale Middlesex e probabilmente il Surrey. Nel 604 Saebert, re dell'Essex, si convertì al Cristianesimo, ed a Londra arrivò Mellito, il suo primo vescovo dopo l'era romana. In quel tempo gli Essex avevano dei debiti nei confronti di Bretwalda, Etelberto del Kent, e così fu che sotto Ethelbert, Mellito fondò la prima antica cattedrale di San Paolo, tradizionalmente costruita sul sito di un antico tempio romano dedicato a Diana (anche se Christopher Wren non trovò evidenza di questo fatto). Questa fu una modesta chiesa che venne poi distrutta dopo che Mellito venne espulso dal successore pagano di Saeberht.
Nella seconda metà del VII secolo, un villaggio e centro commerciale Sassone chiamato Lundenwic ("insediamento nella zona di Londra") venne fondato in una zona a circa due chilometri dalla romana Londinium. Il nuovo centro passò sotto il controllo del Regno di Mercia, intorno al 730, visto che il Regno d'Essex, del quale faceva parte, andò perdendo importanza e territorio. La città passò poi sotto il dominio del Regno del Wessex dopo l'825.

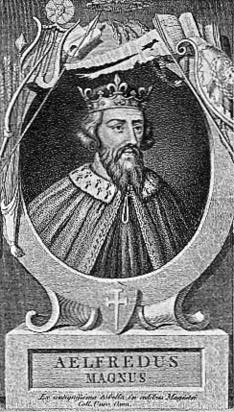
Alfredo il Grande

Gli attacchi vichinghi si protrassero per tutto il IX secolo e andarono progressivamente crescendo dall'830 in poi.
Vi furono attacchi su Londra nell'842, nell'851 e nell'865 quando la "Grande armata danese" lanciò un'invasione su larga scala dell'East Anglia. Nell'871 essi raggiunsero Londra e si pensa abbiano trascorso l'inverno dentro le mura romane. Anche se non è molto noto ciò che accadde in questo periodo, si pensa che Londra sia rimasta sotto il dominio vichingo per un certo numero di anni. Nell'878 comunque, truppe inglesi guidate dal re Alfredo il Grande sconfissero i vichinghi nella battaglia di Ethandun e costrinsero il capo vichingo Guthrum a trattare una pace. Venne così ripristinata la sovranità inglese su Londra e nel giro di un decennio venne ripristinata la città entro le mura romane con il nome di Lundenburgh. Le mura romane vennero riparate e ripristinato il sistema difensivo della città. Poiché l'insediamento venne spostato dentro le mura romane, il vecchio insediamento di Lundenwic venne chiamato ealdwic (vecchio insediamento). Il nome è sopravvissuto fino ai nostri giorni e riguarda il quartiere londinese di Aldwych.
Alfredo nominò suo genero Æthelred Governatore di Londra, al quale affidò l'incarico di distruggere il Regno di Mercia. Egli creò due Borough per difendere il ponte che venne probabilmente ricostruito in quel tempo. Al terminale sud del ponte venne dato il nome di Borough di Southwark o Suthringa Geworc (lavoro difensivo degli uomini del Surrey) come era originalmente conosciuto. Da questo punto, la City of London iniziò a sviluppare un suo unitario governo locale.
Dopo la morte di Aethelred, Londra passò sotto il diretto controllo dei re inglesi. Dai primi anni del X secolo Londra divenne un importante centro di commercio. Anche se la capitale del Regno d'Inghilterra era a Winchester, Londra divenne sempre più importante anche come centro politico. Re Atelstano d'Inghilterra tenne molti Consigli Reali a Londra e vi proclamò leggi. Re Etelredo II d'Inghilterra scelse Londra come sua capitale e vi proclamò le Laws of London (Leggi di Londra) nel 978.
Fu durante il regno di Etelredo che gli attacchi vichinghi vennero reiterati sotto la guida di re Sweyn I di Danimarca. Londra venne attaccata senza successo nel 994, ma gli attacchi vennero replicati per molti anni. Nel 1013 Londra venne assediata ed Etelredo riparò all'estero. Il re Sven morì ma suo figlio Canuto I d'Inghilterra continuò l'assedio ed invase la città.

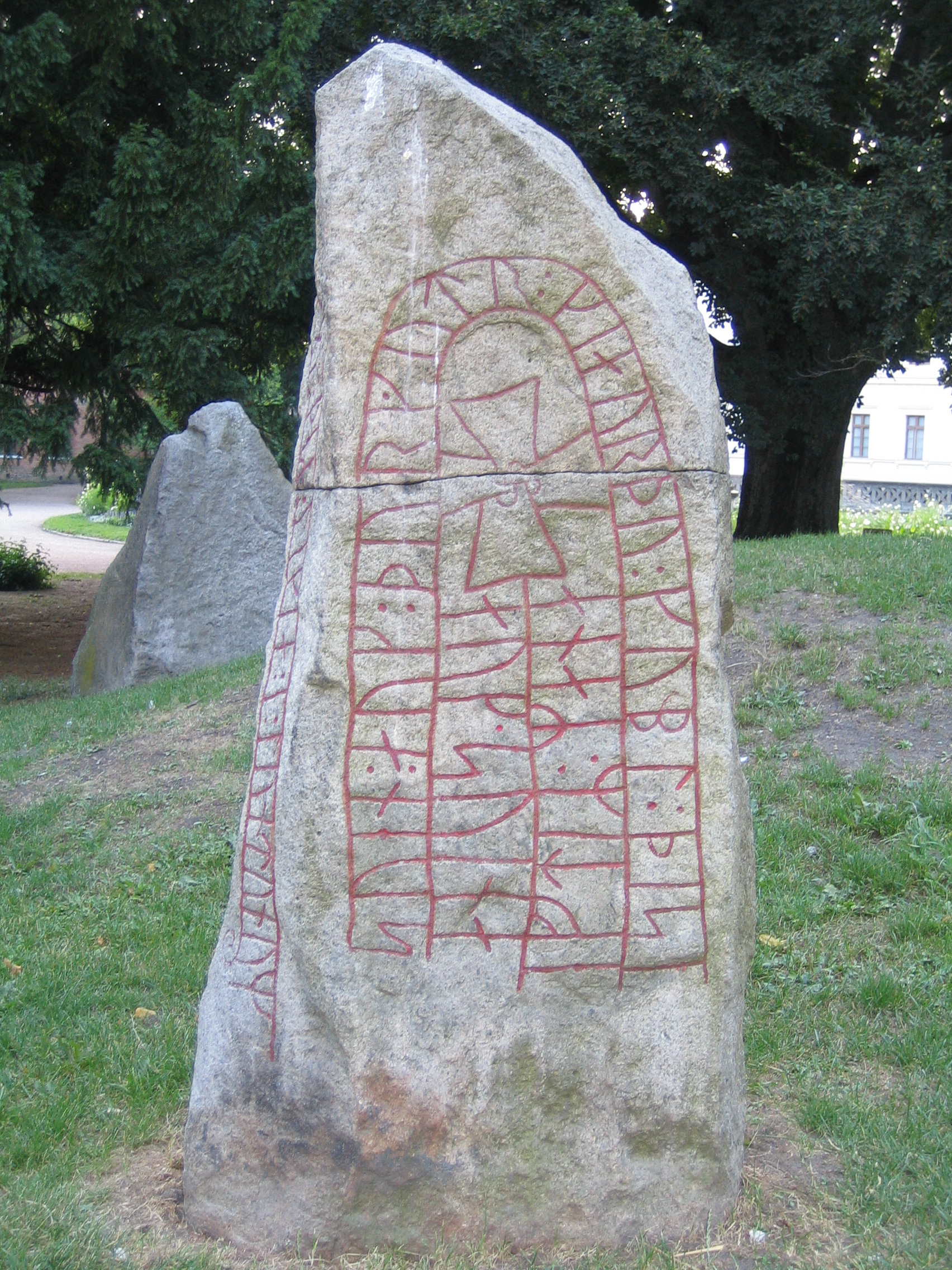
Runestone Dr 337: venne innalzata in memoria di due vichinghi che morirono a Londra.

Una saga nordica narra di una battaglia, durante l'occupazione vichinga, nella quale Aethelred riuscì a rioccupare Londra in mano ai vichinghi. Secondo la saga, i danesi, schierati sul London Bridge, scagliarono una gragnuola di lance sugli assalitori. Questi, riparandosi con delle tegole tolte dai tetti delle case, riuscirono ad avvicinarsi al ponte su delle imbarcazioni e legati i piloni di sostegno riuscirono a tirarli facendo così crollare il ponte e ponendo fine alla dominazione vichinga di Londra.
I vichinghi ritornarono ed il figlio di Aethelred, Edmondo II d'Inghilterra tentò di respingere gli invasori, ma fu poi obbligato a spartire il regno con Canuto. Alla morte di Edmondo, Canuto divenne l'unico re d'Inghilterra. Dopo due brevi regni di monarchi danesi, la linea dei sovrani anglosassoni venne restaurata quando Edoardo il Confessore salì al trono nel 1042.
Alla morte di re Edoardo il Confessore non emerse alcun erede legittimo e suo cugino il duca Guglielmo I d'Inghilterra, rivendicò il trono. Il Consiglio Reale, riunito in città, elesse come re il cognato Aroldo II d'Inghilterra. Questi venne incoronato nella Abbazia di Westminster. Guglielmo, oltraggiato da questa decisione, approntò un esercito per invadere l'Inghilterra.

## Normanni e Londra medievale

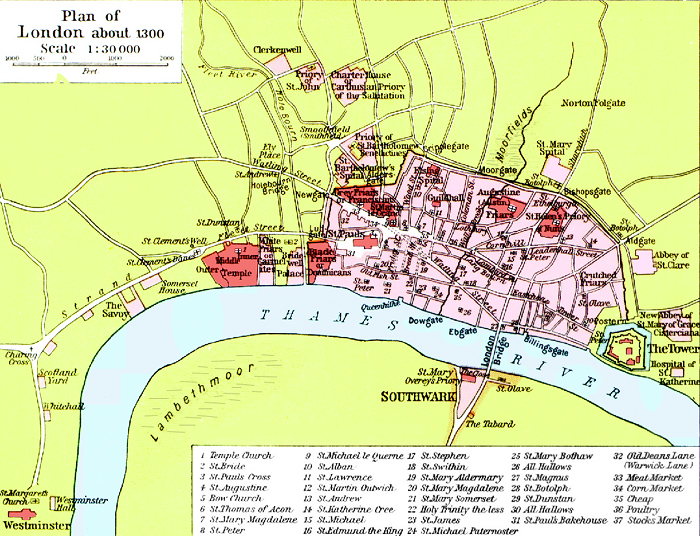
Londra nel 1300.

La conquista normanna dell'Inghilterra del 1066 è normalmente considerata l'inizio dell'età medioevale. Guglielmo I d'Inghilterra, duca di Normandia, uccise il re Aroldo II d'Inghilterra nella Battaglia di Hastings. Nonostante avesse messo a ferro e fuoco Southwark, al di là del ponte, egli evitò Londra attendendo a Berkhamsted che i londinesi lo riconoscessero come loro re. Il riconoscimento non tardò ad arrivare ed il re ricompensò la città con alcune concessioni.
Sotto Guglielmo (ora noto come Guglielmo il Conquistatore) vennero costruite diverse fortificazioni a difesa della città: la Tower of London, Baynard's Castle e Montfichet's Castle). Esse dovevano servire per difendersi da attacchi portati dal mare, attraverso il Tamigi, e per prevenire eventuali ribellioni popolari. Guglielmo concesse alla città, nel 1067, dei privilegi abolendo alcune leggi emanate dai precedenti sovrani sassoni. Egli concesse l'autogoverno alla città con diritto di elezione del suo amministratore, diritto che poi venne reso definitivo da re Giovanni d'Inghilterra nel 1199 e nel 1215.
Nel 1097 Guglielmo II d'Inghilterra, figlio di Guglielmo il Conquistatore, iniziò la costruzione di 'Westminster Hall'. L'edificio divenne poi la base per la costruzione del Palazzo di Westminster che, durante il medioevo, fu la prima residenza reale londinese.

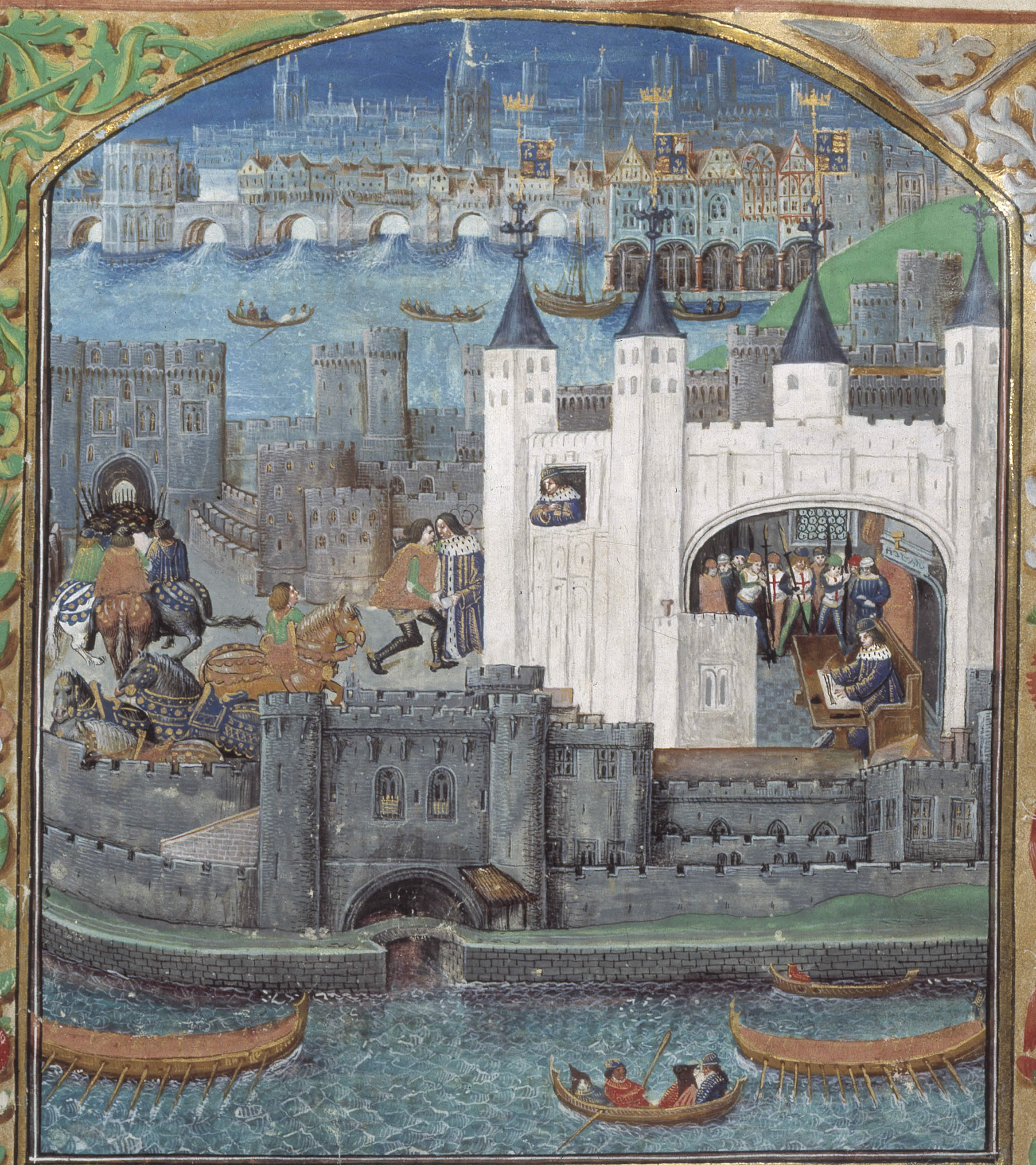
La Torre di Londra.

Nel 1176 iniziò la costruzione del famoso London Bridge (completato nel 1209) che venne costruito nel sito in cui erano già esistiti altri ponti in legno. Questo fu l'ultimo ponte per circa 600 anni e rimase l'unico ponte di Londra fino al 1739.
Nel maggio del 1216 Londra venne occupata per l'ultima volta da un'armata continentale durante la prima guerra dei baroni. Ciò avvenne quando il giovane principe, che diverrà poi re Luigi VIII di Francia, marciò per le strade di Londra fino all'antica cattedrale di San Paolo. Egli fu acclamato lungo il percorso e nella Cattedrale come nuovo re.
Il popolo credeva che il nuovo re liberasse gli inglesi dalla tirannia di re Giovanni. Ciò fu vero solo temporaneamente. I baroni che avevano sostenuto il giovane principe di Francia, decisero di riavere un re inglese alla morte di Giovanni e ritirarono il loro supporto a Luigi. Nel corso dei secoli successivi, Londra cercò di scrollarsi di dosso la pesante influenza culturale e linguistica francese che aveva subito sin dalla conquista normanna.
Con la rivolta dei contadini del 1381, guidata da Wat Tyler, Londra venne invasa da una massa di rivoltosi provenienti dalle campagne. Un gruppo di contadini portò lo scompiglio nella Torre di Londra e uccise il Lord cancelliere, arcivescovo Simon Sudbury ed il Lord Tesoriere. I contadini depredarono la città ed incendiarono numerosi edifici. Tyler venne ucciso con la spada dal Lord Mayor William Walworth in un incontro a Smithfield, al quale Tyler si era recato solo e disarmato, e ciò mise fine alla rivolta.
Durante l'epoca medioevale Londra si sviluppò in due zone. La zona vicina a Westminster divenne il centro del potere politico con la residenza del re ed i palazzi del Parlamento e del Governo, e l'altra il centro degli affari in quanto Londra divenne uno dei maggiori centri del commercio europeo. L'area fra queste due zone divenne poi totalmente urbanizzata a partire dal 1600.
Il commercio si sviluppò molto velocemente durante il medioevo e Londra si sviluppò conseguentemente. Nel 1100 la popolazione della città era costituita da poco più di 15.000 abitanti e nel 1300 aveva già raggiunto gli 80.000. Il commercio era organizzato dalle diverse corporazioni che controllavano la città mediante l'elezione del Lord Mayor of the City of London.
La Londra medioevale era costituita da un insieme di strade strette e tortuose, molti degli edifici erano costruiti con materiale combustibile, come il legno e la paglia, ed erano soggetti a continui incendi. Le condizioni igieniche erano molto precarie e anche grazie a ciò a metà del XIV secolo, la morte nera, uccise circa metà della popolazione. Fra il 1348 e la Grande peste di Londra del 1665 vi furono in città ben sedici epidemie di peste bubbonica.

## Londra dei Tudor

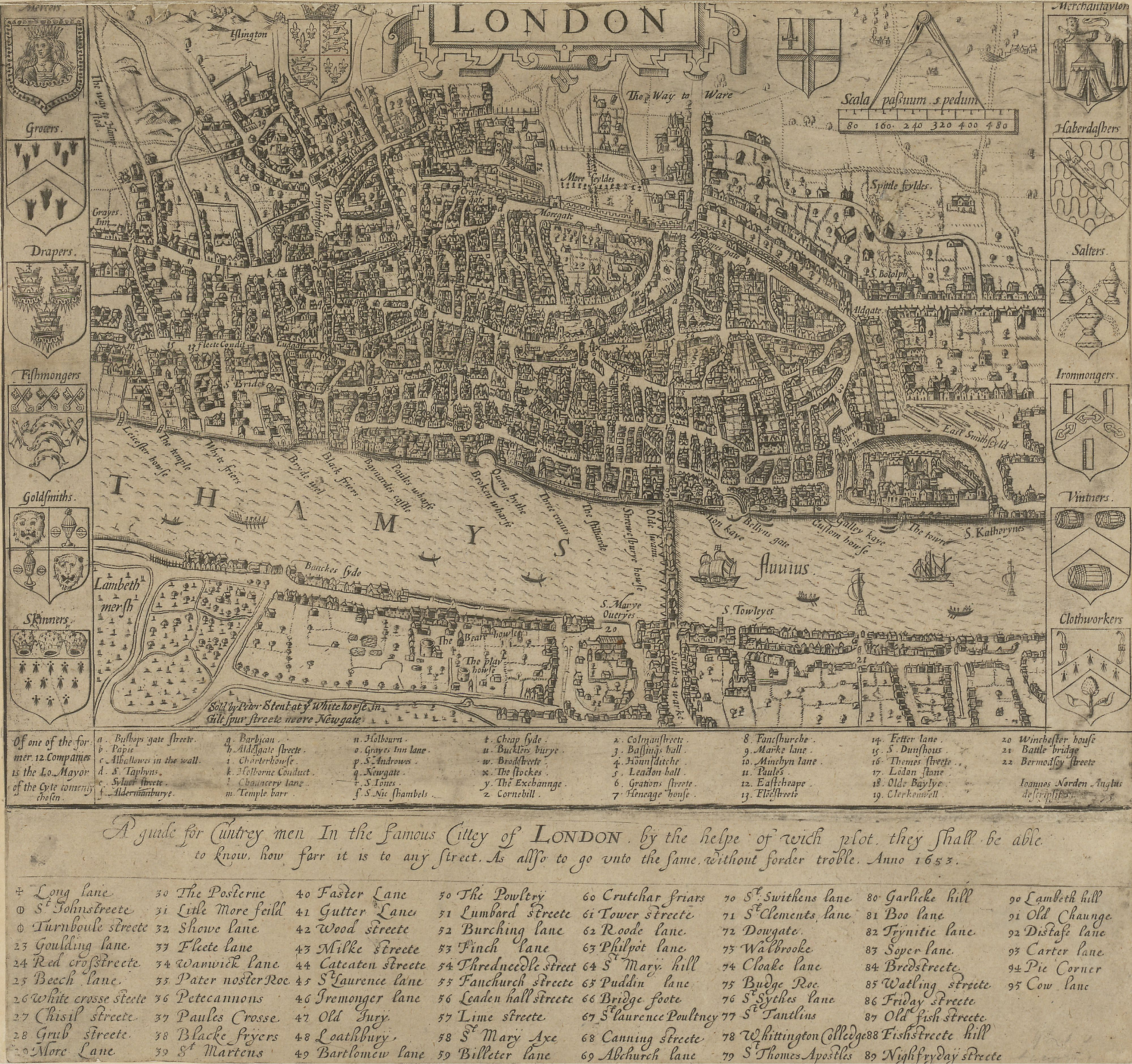
Mappa di Londra del 1593 di John Norden. Si noti un solo ponte che attraversa il Tamigi e la zona di Southwark, a sud del Tamigi, molto sviluppata.

Il periodo Tudor, dal 1485 fino al 1603, fu uno dei periodi più importanti della storia dell'Inghilterra. Tre dei monarchi della dinastia Tudor (Enrico VII, Enrico VIII ed Elisabetta I) giocarono un importante ruolo nel trasformare l'Inghilterra da un paese debole, fra le grandi monarchie europee, in una nazione che nei secoli seguenti avrebbe dominato gran parte del mondo. Il periodo vide la fine della guerra delle due rose, lo scisma anglicano ed il fiorire dell'età elisabettiana.
Lo scisma produsse soltanto piccoli spargimenti di sangue, per via della decisione delle classi più elevate di passare gradualmente al protestantesimo. Prima dello scisma, più della metà dell'area di Londra era coperta da conventi, badie e monasteri ed altri edifici religiosi, e circa un terzo della popolazione della città era costituito da monaci e monache. La legge di Enrico VIII sulla "dissoluzione dei monasteri" ebbe un profondo effetto sulla città ed i suoi dintorni. Pressoché la totalità degli edifici appartenuti agli ordini religiosi passarono di mano. Il processo iniziò intorno al 1535 ed entro il 1538 la maggior parte dei grandi edifici religiosi erano stati espropriati e ceduti alla nobiltà. La Holy Trinity Aldgate andò a Lord Audley, ed il marchese di Winchester fece costruire un palazzo in parte del terreno circostante. La Charterhouse andò a Lord North, i Blackfriars a Lord Cobham, l'hospital of St Giles a Lord Dudley, mentre il re tenne per sé l'hospital of St James, che venne demolito ed al suo posto edificato St. James's Palace.
Durante questo periodo Londra andò incontro ad un rapido sviluppo dei suoi commerci nei confronti dei maggiori centri europei e le sue piccole industrie crearono un vero e proprio boom. Il commercio si espandette verso l'Europa dell'est, il Levante e le Americhe. Questo fu il periodo del mercantilismo e del monopolio di compagnie come la Russia Company (1555) e la Compagnia britannica delle Indie orientali (1600) che vennero create a Londra per decreto reale. La seconda, che negli ultimi tempi finì per comandare su quasi tutta l'India, fu una delle istituzioni fondamentali di Londra per due secoli e mezzo. Nel 1572 gli spagnoli distrussero il grande porto di Anversa, dando così a Londra il primo posto fra i porti del nord Europa. Gli immigrati arrivavano in massa oltre che da tutta l'Inghilterra e dal Galles anche dall'estero come ad esempio gli ugonotti dalla Francia. La popolazione crebbe da circa 50.000 abitanti del 1530 ai quasi 225.000 del 1605. La crescita della popolazione e la ricchezza di Londra vennero alimentate da una grande espansione del trasporto via mare del carbone dal porto di Newcastle upon Tyne.
Nel tardo XVI secolo, quando William Shakespeare ed i suoi contemporanei vivevano e lavoravano a Londra, si ebbe nella città uno dei più brillanti periodi per la sua cultura. Vi fu comunque grande ostilità verso lo sviluppo del teatro elisabettiano. I divertimenti pubblici produssero folle, e le folle furono temute dalle autorità perché era probabile che potessero trasformarsi in tumulti e perché si pensava che grandi adunanze potessero favorire la diffusione di pestilenze. Lo stesso teatro fu condizionato in modo crescente dallo sviluppo del movimento dei Puritani. Comunque, la regina Elisabetta amò particolarmente il teatro e fece organizzare degli spettacoli privati a Corte, approvando anche le recite pubbliche.
Nel corso dei più tranquilli ultimi anni del regno di Elisabetta, molti nobili di corte ed alcuni dei più facoltosi londinesi fecero costruire delle residenze di campagna nel Middlesex, Essex e Surrey. Questo fu l'inizio della moda della villa, che non era la sontuosa residenza di città e nemmeno la fattoria di campagna. Quando nel 1603, morì l'ultimo dei Tudor, Londra era completamente popolata.

## Londra degli Stuart
L'espansione di Londra, nei sobborghi della città, sotto il regno degli Stuart, si realizzò nel XVII secolo. All'inizio del secolo le immediate periferie della città, ad eccezione delle residenze aristocratiche nella zona di Westminster, erano ancora considerate non salubri. Immediatamente a nord vi era Moorfields, recentemente utilizzato per il passeggio ma che era frequentato da viandanti e mendicanti che si recavano a Londra. Confinante con Moorfields vi era Finsbury Fields, una zona adibita a pratica di tiro con l'arco. Mile End era poi un terreno pubblico sulla Great Eastern Road famoso per il raduno delle truppe.
I preparativi per l'incoronazione di Giacomo I d'Inghilterra vennero interrotti per lo scoppio di una epidemia che uccise circa 30.000 persone. Il Lord Mayor's Show, che non si era svolto per diversi anni, venne ripristinato, per ordine del re, nel 1609. La chiusura del monastero della Charterhouse, che era stato acquistato e venduto diverse volte in un breve lasso di tempo, venne acquistato da Thomas Button per la somma di 13.000 sterline. Il nuovo ospedale, cappella e scuola, vennero inaugurati nel 1611. La Charterhouse School divenne una delle principali scuole private di Londra prima di essere trasferita in età vittoriana, ed il suo sito è attualmente occupato dalla Barts and The London, Queen Mary's School of Medicine and Dentistry.
Il luogo d'incontro dei londinesi del tempo era la navata dell'antica cattedrale di San Paolo. I mercanti svolgevano i loro affari nelle navate laterali ed usavano il fonte battesimale come un bancone sul quale fare i pagamenti. Gli avvocati ricevevano i loro clienti presso un determinato pilastro della chiesa e i disoccupati erano alla ricerca di un lavoro. Il sagrato della chiesa era adibito alla vendita di libri e Fleet Street era il centro del divertimento, sede di teatri e pub. Sotto il regno di Giacomo I, i teatri che erano stati aperti negli ultimi anni del regno di Elisabetta I, aumentarono molto la loro popolarità. Le rappresentazioni nei teatri pubblici vertevano essenzialmente su spettacoli di masque, così come alla corte reale e nei saloni delle locande.
Carlo I d'Inghilterra salì al trono nel 1625 e durante il suo regno gli aristocratici iniziarono ad abitare nel West End in larga misura. Assieme a queste persone che avevano degli incarichi a Corte si venivano insediando grandi proprietari terrieri con le loro famiglie, che venivano a Londra per una parte dell'anno per partecipare alla vita sociale. Questo fu l'inizio della "London season". Lincoln's Inn Fields venne costruito nel 1629 e la piazza del Covent Garden, disegnata dal grande architetto Inigo Jones, fu pronta nel 1632. Le vie adiacenti vennero costruite in breve tempo e presero il nome di Henrietta, Charles, James, King e York Streets, dai nomi di membri della famiglia reale.

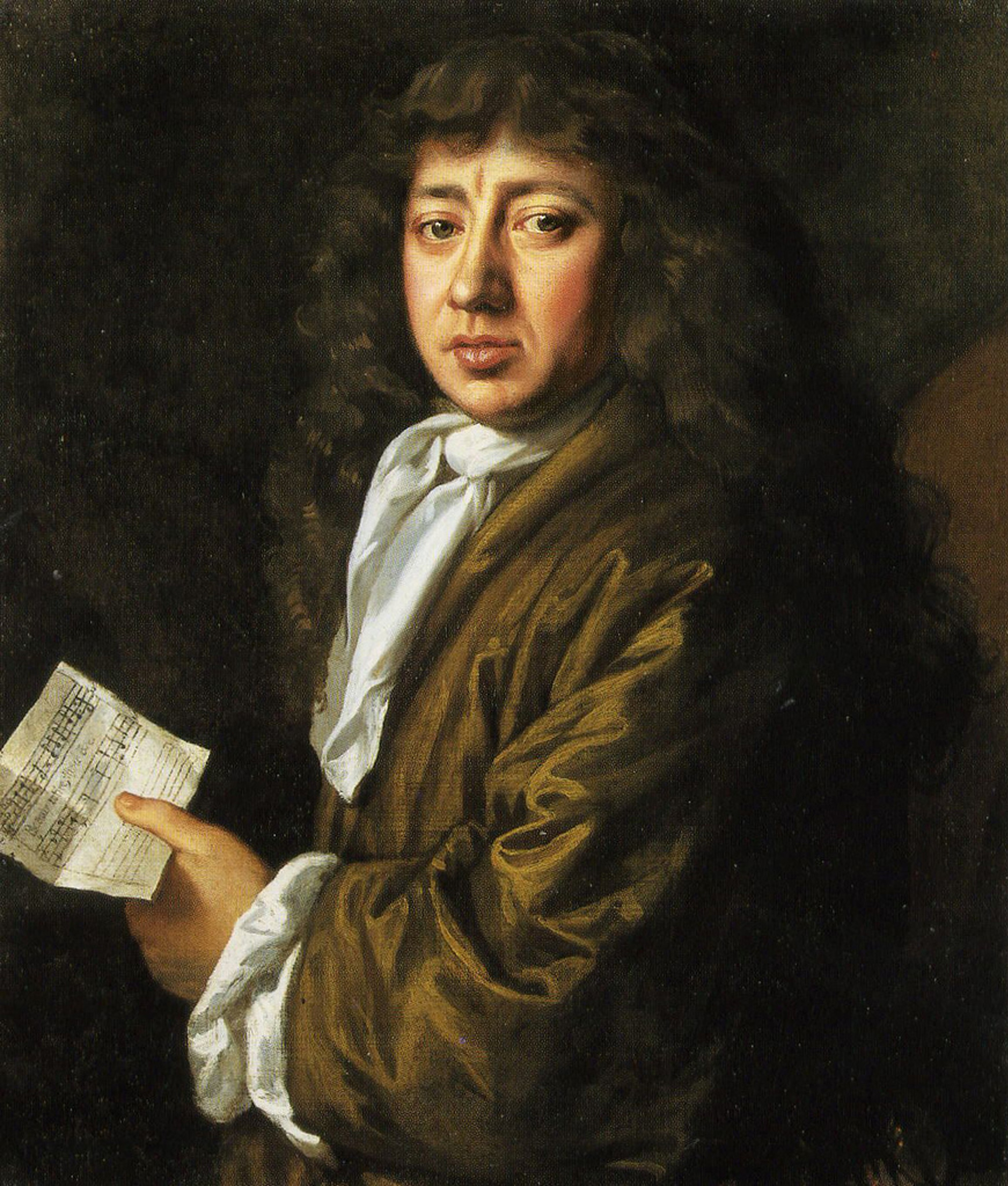
Chronicler of Stuart London, Samuel Pepys

Nel gennaio 1642 cinque membri del parlamento, che il re voleva far arrestare, trovarono rifugio in città. Nell'agosto dello stesso anno il re innalzò il suo vessillo a Nottingham, e durante la guerra civile Londra si schierò dalla parte del parlamento. Inizialmente il re aveva una maggiore forza militare ed a novembre vinse la Battaglia di Brentford, alcuni chilometri ad ovest di Londra. La città organizzò un nuovo esercito e Carlo esitò e si ritirò. Venne conseguentemente costruito un sistema esteso di fortificazioni per proteggere Londra da un nuovo attacco dei realisti. Questo era costituito da un robusto bastione rinforzato da torri e ridotte. Era ben oltre le mura e comprendeva l'intera area urbana, incluso Westminster e Southwark. Londra non fu minacciata seriamente dai realisti e le risorse finanziarie della città diedero un importante contributo alla vittoria dei parlamentaristi.
La malsana e sovrappopolata città di Londra, soffrì per le numerose epidemie verificatesi nel corso dei secoli, ma la più grande di esse fu certamente la "Grande peste". Essa imperversò fra il 1665 ed il 1666 ed uccise circa 60.000 persone, ovvero un quinto della popolazione. Samuel Pepys documentò l'epidemia nel suo diario. Il 4 settembre 1665 scrisse "Ho contato in città fino a 7.400 morti in una settimana, e di questi 6.000 erano dovuti alla peste, ed il tenue rumore che si sente giorno e notte è un rintocco di campane." 

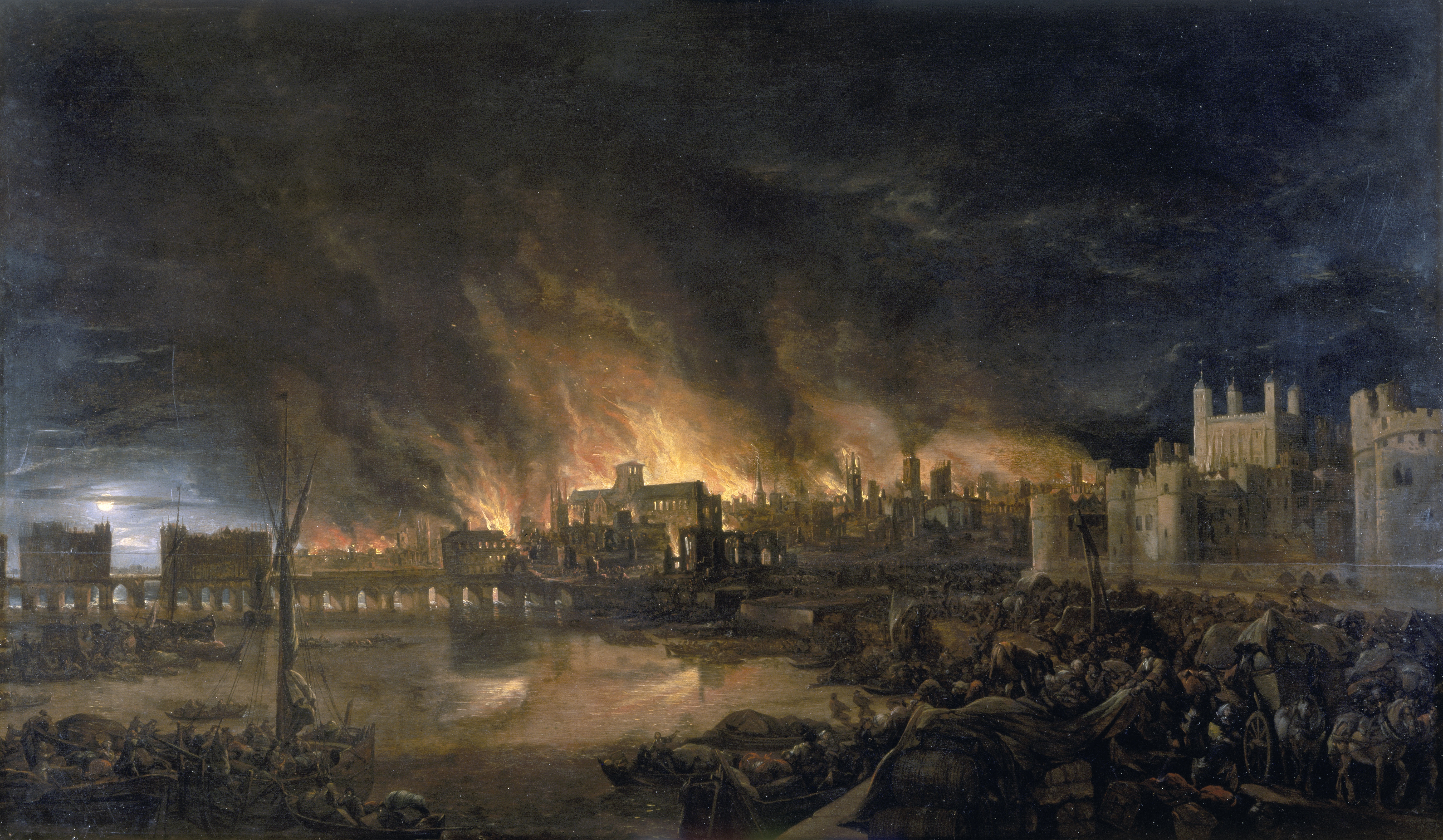
Il grande incendio di Londra del 1666.

La grande peste venne seguita da un'altra grande catastrofe, anche se provvidenzialmente servì a farla cessare. La domenica 2 settembre 1666 il grande incendio di Londra scoppiò all'una di notte, in una casa di Pudding Lane, nella zona sud della City. Alimentato dal vento dell'est, il fuoco si propagò presto ad altre abitazioni ed i tentativi attuati per contenere le fiamme furono disordinati ed infruttuosi. Martedì notte il vento calò di intensità e mercoledì si ebbe una sensibile diminuzione dell'incendio che venne domato il giorno successivo, ma quella sera stessa le fiamme ripresero a svilupparsi nella zona di Temple. Questa volta si decise di abbattere delle case con la polvere da sparo per creare una barriera tagliafuoco e finalmente l'incendio venne domato. The Monument venne costruito per commemorare l'incendio: per più di un secolo e mezzo vi figurò un'iscrizione che attribuiva l'incendio ad una "frenesia papista".
L'incendio distrusse circa il 60% della city compresa l'antica cattedrale di San Paolo, 87 parrocchie, 44 associazioni commerciali e il Royal Exchange. Il numero dei morti fu comunque sorprendentemente basso; si ritiene che siano stati al massimo sedici. A pochi giorni dall'incendio vennero presentati al re tre piani per la ricostruzione di Londra, da parte degli architetti Christopher Wren, John Evelyn e Robert Hooke. Wren propose di costruire una strada principale in direzione nord-sud, intersecata da un'altra in direzione est-ovest, inserire tutte le chiese in spazi adeguati, costruire gli edifici pubblici su piazze molto ampie, unire le sedi delle 12 maggiori corporazioni su di una grande piazza annessa a Guildhall e creare dei marciapiedi lungo le rive del Tamigi da Blackfriars alla Torre di Londra. Wren desiderava costruire le nuove strade diritte e di tre larghezze differenti pari rispettivamente a 9, 18 e 27 metri. Il progetto di Evelyn differiva da quello di Wren, essenzialmente per la proposta di collegare, con una grande strada dritta, la chiesa di St Dunstan's in the East alla St Paul's e nel non prevedere un lungofiume. Questi progetti non vennero presi in considerazione e la ricostruzione avvenne secondo il vecchio piano. La maggior parte di quelle costruzioni è pervenuta fino ai nostri giorni.

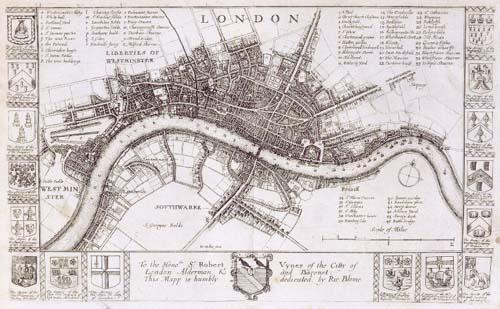
Mappa di Londra di Richard Blome (1673).

In ogni caso la città si presentò diversa da quella andata in fumo. Molti aristocratici non tornarono a costruirvi le loro case ma preferirono spostarsi nel West End, dove eleganti quartieri come St. James's vennero costruiti nei pressi della residenza reale che fu il Palazzo di Whitehall fino a quando non venne distrutto dal fuoco negli anni 1690, e quindi trasferita nel St. James's Palace. La strada rurale di Piccadilly venne costellata da ricche dimore di cortigiani come la Burlington House. Così la separazione fra la città commerciale (City of London) ed il mondo della Corte (Westminster) divenne completa. Nella città si diffuse la tendenza a costruire edifici in pietra e mattoni al posto di quelli in legno presenti nella vecchia città, allo scopo di ridurre il rischio di incendi catastrofici. Il Parlamento, con la legge Rebuilding of London Act 1666 stabilì: "..gli edifici costruiti in mattoni non solo sono più belli e durevoli ma anche più sicuri contro eventuali incendi". Da allora solt
Il progetto di Christopher Wren non fu approvato, ma gli venne affidato l'incarico della ricostruzione delle nuove chiese e della Cattedrale di San Paolo. La cattedrale ricostruita in stile barocco e la sua cupola, costituirono il simbolo di Londra per almeno un secolo e mezzo, mentre Robert Hooke ebbe la supervisione sulla ricostruzione delle abitazioni. L'East End, che è un'area immediatamente al di fuori delle vecchie mura, divenne velocemente densamente popolato dalle masse di poveri nelle decadi successive al grande incendio. I moli del porto fluviale si estesero verso valle e questo sviluppo attrasse molta manodopera che operava nel porto e nei commerci conseguenti. Queste persone si stabilirono in quartieri come Whitechapel, Wapping, Stepney e Limehouse, vivendo in condizioni veramente miserevoli.
Nell'inverno fra il 1683 ed il 1684 uno strato di ghiaccio ricoprì la superficie del Tamigi. Il fenomeno, iniziato circa sette settimane prima di Natale e continuato poi per sei settimane dopo, fu il più importante verificatosi in epoca storica, durante il periodo della piccola era glaciale. L'Editto di Fontainebleau, del 1685, apportò una grande immigrazione di ugonotti. Essi si stabilirono a Spitalfields impiantando l'industria della seta.
In questo periodo Londra era divenuta il maggior centro finanziario d'Europa togliendo la supremazia ad Amsterdam. La Banca d'Inghilterra venne fondata nel 1694, mentre la British East India Company stava espandendo la propria influenza commerciale. I Lloyd's di Londra iniziarono poi ad operare nel tardo XVII secolo. Nel 1700 Londra movimentava circa l'80% delle importazioni di tutta l'Inghilterra, il 69% delle esportazioni e l'86% delle re-esportazioni di prodotti finiti. Molte delle merci importate erano generi di lusso dall'Asia e dalle Americhe, come seta, zucchero, tè e tabacco. Anche se Londra ebbe una gran quantità di artigiani ed in epoche successive di stabilimenti industriali, la sua maggiore risorsa non fu mai l'industria ma il commercio e la re-esportazione delle materie prime lavorate, nel resto d'Europa e nelle Americhe.
Guglielmo III non amò molto Londra, in quanto lo smog in essa esistente gli procurava attacchi d'asma. Dopo l'incendio del 1691 al Whitehall Palace, per stare in un posto più salubre comprò Nottingham House e la trasformò in Kensington Palace. Kensington era allora un piccolo villaggio ma l'arrivo della Corte lo fece presto crescere in importanza. Il palazzo venne raramente occupato dai monarchi successivi ma la sua costruzione fu un altro passo verso la popolazione dei sobborghi di Londra. Durante il regno della regina Anna d'Inghilterra venne proclamata una legge che autorizzava la costruzione di cinquanta chiese per coprire l'aumento della popolazione e l'espansione dei limiti della città.

## Londra nel XVIII secolo

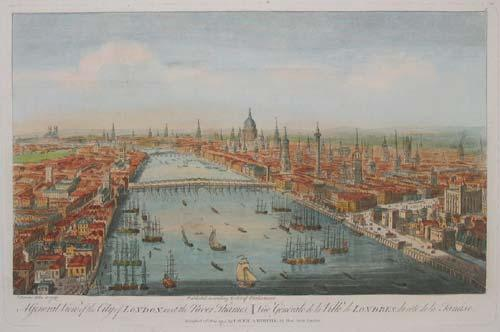
Veduta di Londra nel 1751

Il XVIII secolo fu un periodo di rapida crescita per la città Londra, che rifletteva la crescita della popolazione nazionale, i primi accenni dell'avvento della rivoluzione industriale ed il ruolo di Londra al centro dell'evoluzione dell'Impero britannico.
Nel 1707 l'Act of Union sancì l'unificazione dei Parlamenti di Scozia ed Inghilterra realizzando così il Regno Unito di Gran Bretagna. Un anno più tardi, nel 1708 Christopher Wren completò il suo capolavoro, la Cattedrale di San Paolo, nel giorno del suo compleanno, anche se le prime funzioni vi si erano già svolte il 2 dicembre 1697, più di dieci anni prima. Questa cattedrale sostituì la vecchia St. Paul's che era stata completamente distrutta dal grande incendio di Londra. Questa chiesa è considerata una delle più belle della Gran Bretagna ed un pregevole esempio di architettura barocca.

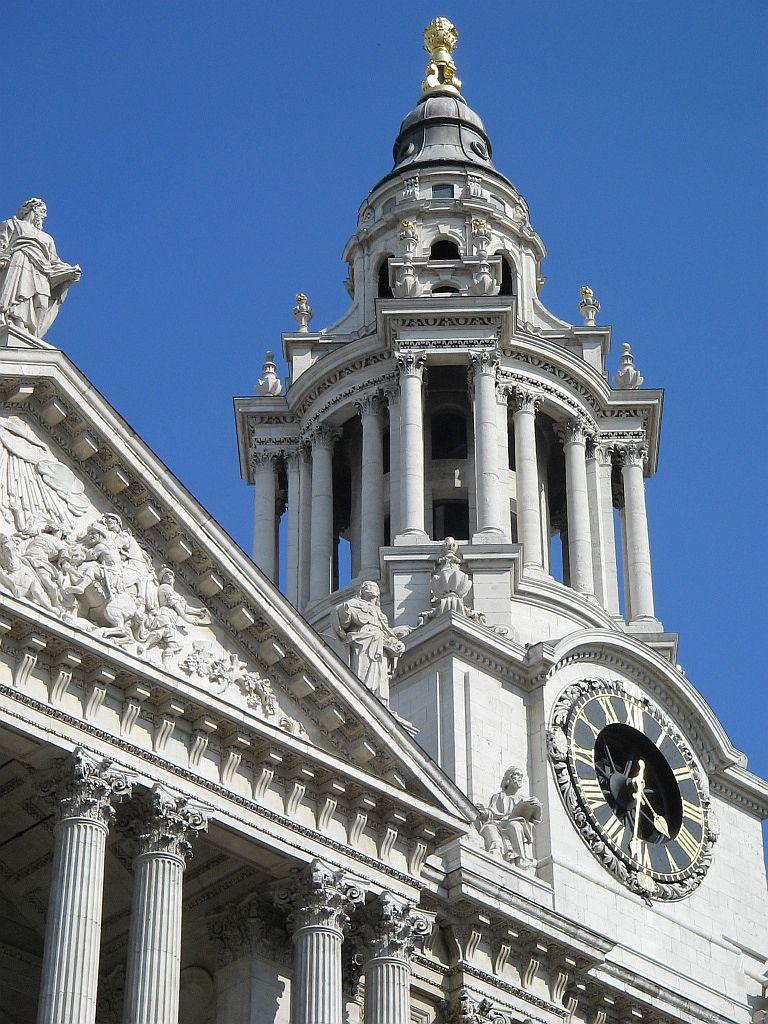
La torre dell'orologio della Cattedrale di San Paolo

Durante l'età georgiana, la città di Londra si espanse assai rapidamente al di là dei suoi limiti. Nuovi quartieri come Mayfair vennero costruiti per la classe più facoltosa della sua popolazione e la costruzione di nuovi ponti sul Tamigi facilitò lo sviluppo della zona sud della città ed il porto si sviluppò verso il mare. Nello stesso tempo si verificò la rivolta delle colonie americane. Nel 1780, la Torre di Londra ospitò il suo unico prigioniero americano, l'ex presidente del Secondo congresso continentale, Henry Laurens. Nel 1779 egli era il rappresentante dell'Olanda nel Congresso e diede il supporto del suo paese a favore della rivoluzione. Durante il suo viaggio di ritorno in America venne catturato dalla Royal Navy e dichiarato reo di alto tradimento per aver causato la guerra fra Olanda e Gran Bretagna. Venne poi scarcerato il 21 dicembre 1781 in cambio del generale Lord Charles Cornwallis.
Nel 1762 Giorgio III acquistò Buckingham Palace (allora noto come "House") dal duca di Buckingham. Esso venne poi ingrandito nei successivi 75 anni da architetti quali John Nash. In ogni caso, fino al XIX secolo, non divenne la residenza principale dei sovrani britannici a Londra.

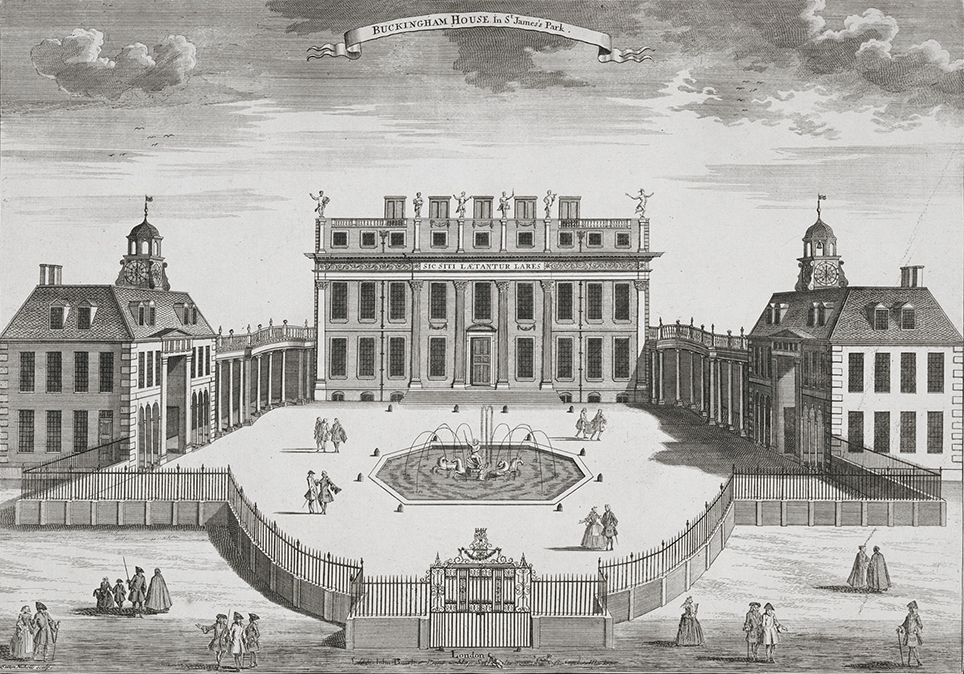
Buckingham Palace come era nel XVII secolo.

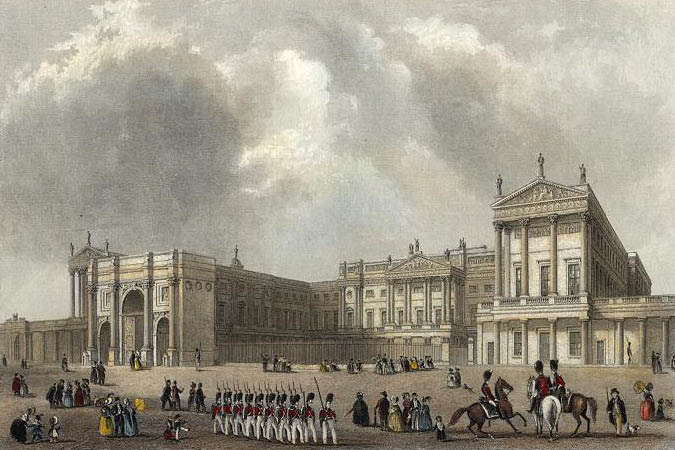
Come appariva un secolo dopo a seguito degli ampliamenti realizzati da John Nash.

Un fenomeno della Londra del XVIII secolo fu la coffee house, che divenne il luogo popolare preferito per discutere delle proprie idee. Con la crescita dell'alfabetizzazione ed il parallelo sviluppo della stampa quotidiana, fece sì che le notizie divenissero più disponibili ad un numero sempre maggiore di persone e Fleet Street divenne così il centro embrionale della nascente stampa britannica.
Nel XVIII secolo Londra fu assillata dal crimine ed il Bow Street Runners, un corpo di polizia cittadino, venne costituito nel 1750. Le pene erano molto pesanti e la pena di morte veniva comminata anche per reati non molto gravi. Le pubbliche esecuzioni per impiccagione erano assai frequenti, molto popolari e pubbliche.
Nel 1780 Londra fu scossa dalle sommosse di Gordon, una presa di posizione dei protestanti conto l'emancipazione dei cattolici guidata da Lord George Gordon. Severi danni vennero causati alle chiese ed alle case dei cattolici e 285 rioters vennero uccisi.
Nel 1787, un gruppo di ex schiavi provenienti da Londra, Stati Uniti e molte colonie britanniche, fondò Freetown, l'odierna Sierra Leone.
Fino al 1750, London Bridge era il solo ponte che attraversava il Tamigi, ma in quell'anno venne aperto al transito Westminster Bridge. Per la prima volta nella storia Londra aveva due ponti.
Il XVIII secolo vide la secessione delle colonie americane e molti altri infausti eventi, ma anche grandi cambiamenti che porteranno agli inizi dell'era moderna, nel XIX secolo.

## Londra nel XIX secolo

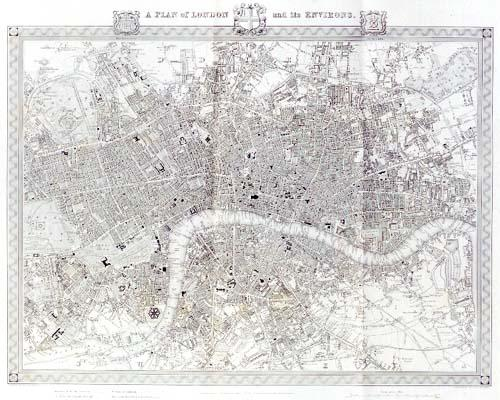
Londra in una stampa di J. & C. Walker nel 1845 da una mappa di R Creighton. Molti distretti del West End appaiono pienamente sviluppati, e l'East End esteso ai margini della City of London. Si vedono ora diversi ponti sul Tamigi, che hanno consentito lo sviluppo del sud di Londra.

Durante il XIX secolo, Londra venne trasformata nella città più grande del mondo e divenne capitale dell'Impero britannico. La popolazione passò da circa 1 milione di abitanti nel 1800 a 6,7 milioni un secolo più tardi. In questo periodo, la città divenne la sede mondiale della politica, della finanza e del commercio. Questa situazione durò fino alla fine del secolo, quando Parigi e New York iniziarono a contenderle questo dominio.
Mentre la città cresceva a seguito dell'espansione dell'Impero britannico, la maggior parte della sua popolazione era obbligata a condizioni di vita miserevoli. Milioni di persone vivevano in abitazioni sovraffollate e malsane. La vita della povera gente venne descritta magistralmente da Charles Dickens nel romanzo Oliver Twist.
Nel 1829 il primo ministro Robert Peel istituì la Metropolitan Police, come forza di polizia che controllasse l'intera area urbana di Londra. I poliziotti vennero soprannominati "bobbies" o "peelers" dal nome di Robert Peel.
Nel corso del secolo la città venne trasformata dall'arrivo della ferrovia. Una nuova rete di ferrovie metropolitane consentì lo sviluppo delle periferie, anche in contee confinanti, dalle quali la classe media e danarosa si spostava nel centro della città. Mentre questo generò una veloce crescita di questi sobborghi, la crescita nel centro di Londra peggiorò la lotta di classe e fece sì che la borghesia decidesse di trasferirsi nei nuovi sobborghi, lasciando il centro della città alla povera gente.Grande esposizione delle opere dell'industria di tutte le Nazioni di Londra
La prima ferrovia realizzata a Londra collegò London Bridge a Greenwich e venne inaugurata nel 1836. Questa venne presto seguita da un grande terminal ferroviario che collegò Londra ad ogni angolo dell'Inghilterra. Vennero così realizzate le stazioni di stazione di Euston (1837), stazione di Paddington (1838), stazione di Fenchurch Street (1841), stazione di Waterloo (1848), stazione di King's Cross (1850) e stazione di St Pancras (1863). Dal 1863, la prima linea della metropolitana fu messa in esercizio.
L'area urbanizzata continuò a crescere continuamente propagandosi a Islington, Paddington, Belgravia, Holborn, Finsbury, Shoreditch, Southwark e Lambeth. Verso la metà del secolo, gli antiquati sistemi di governo, basati sulle antiche parrocchie civili andarono a cozzare con la rapida crescita della popolazione. Nel 1855 venne creato il Metropolitan Board of Works per provvedere a dotare la città di adeguate infrastrutture che potessero far fronte all'espansione della città..

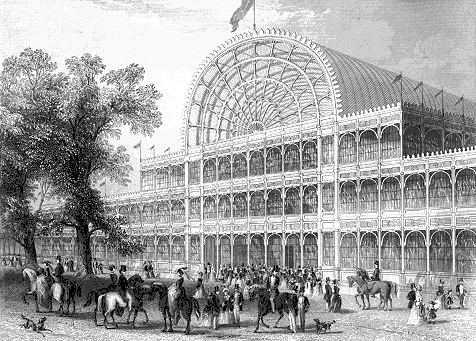
Crystal Palace nel 1851.

Uno dei primi problemi che si dovettero affrontare fu quello delle condizioni sanitarie della popolazione. In quel tempo le fognature venivano fatte scaricare direttamente nel Tamigi. Questa situazione culminò in quella che è nota come la grande puzza del 1858. In un'estate particolarmente calda e poco piovosa, gli scarichi fognari che si riversavano nel Tamigi, in regime di magra, generarono delle proliferazioni batteriche che diffusero nella città un odore nauseabondo che rese difficile la vita dei londinesi. Inoltre, le acque inquinate, utilizzate per bere, determinarono una epidemia di affezioni intestinali fra la popolazione.
Il Parlamento diede il consenso per la realizzazione di una rete fognaria. Venne creato pertanto un organismo affidato all'ingegnere Joseph Bazalgette. Con quello che fu uno dei più grandi progetti di ingegneria civile del XIX secolo, vennero realizzati più di 2.100 chilometri di tubazioni sotto le strade di Londra per consentire lo smaltimento dei liquami prodotti dalla sua popolazione e per il rifornimento idrico. Quando il progetto fu completo, le morti a Londra diminuirono in modo esponenziale e le epidemie di colera e le altre malattie si ridussero in maniera sensibile. Il sistema realizzato da Bazalgette è ancora in uso al giorno d'oggi.
Uno degli eventi più famosi avvenuti a Londra fu certamente la Great Exhibition del 1851. Tenutasi al Cristal Palace, la fiera richiamò visitatori da ogni parte del mondo e diede una dimostrazione della potenza dell'Impero britannico.

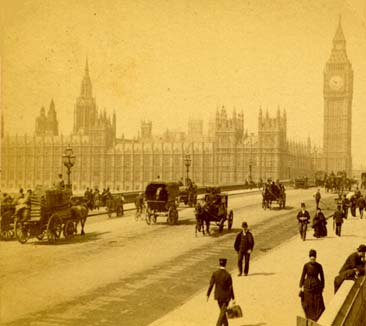
The Houses of Parliament vista dal vecchio Westminster Bridge intorno al 1890.

Come capitale di un potente Impero, Londra divenne un'attrazione per una grande massa di immigrati dalle sue colonie e per i poveri di tutta Europa. Una notevole corrente emigratoria proveniente dall'Irlanda si riversò nella capitale dell'Impero britannico durante l'era vittoriana, a seguito della grande carestia. Ad un certo punto gli irlandesi rappresentavano circa il 20% dell'intera popolazione di Londra. La città divenne anche sede di una numerosa comunità di ebrei oltre che di una piccola comunità di asiatici e cinesi.
Nel 1888, venne istituita la nuova Contea di Londra, amministrata dal London County Council. Questa fu la prima assemblea amministrativa eletta dal popolo di Londra ed andò a sostituire la precedente Metropolitan Board of Works, i cui membri erano però designati e non eletti. La Contea di Londra amministrava tutto il territorio della città, anche se questo successivamente finì per espandersi oltre i confini della contea. Nel 1900 la contea venne suddivisa in 28 borough, che costruirono una amministrazione locale del singolo quartiere.
Molte costruzioni famose di Londra vennero costruite durante il XIX secolo e fra queste si ricordano:
- Trafalgar Square
- Big Ben e Houses of Parliament
- Royal Albert Hall
- Victoria and Albert Museum
- Tower Bridge

## Londra nel XX secolo

### Londra dal 1900 alla seconda guerra mondiale
Londra fece il suo ingresso nel XX secolo alla massima espressione della sua potenza come capitale del più grande impero della storia, ma il nuovo secolo avrebbe portato numerose sfide.
La popolazione di Londra continuò a crescere rapidamente nei primi decenni del secolo ed i trasporti pubblici vennero ampiamente incrementati. Una fitta rete di tram venne realizzata dal London County Council contemporaneamente alle prime linee di bus realizzate negli anni dieci. Venne poi ampliata e rimodernata la rete di metropolitana, sia sotterranea che di superficie, progressivamente passata alla trazione elettrica.
Durante la Prima Guerra Mondiale, Londra fece l'esperienza dei primi bombardamenti aerei realizzati dai tedeschi a mezzo dei dirigibili Zeppelin. Essi uccisero circa 700 persone e destarono grande terrore fra la popolazione. Ma questo fu semplicemente un piccolo annuncio di ciò che sarebbe successo nella Seconda Guerra Mondiale. La più grande esplosione avvenuta a Londra si verificò nel corso della prima guerra mondiale e fu la Silvertown explosion, provocata dall'esplosione di una fabbrica di munizioni contenente 50 tonnellate di TNT, che causò 73 morti e circa 400 feriti.

Londra in fiamme dopo un bombardamento tedesco (1941)

Il periodo intercorrente fra le due guerre vide Londra crescere con una velocità mai vista fino ad allora. La preferenza dei londinesi per delle case suburbane in zone a bassa densità abitativa e staccate una dall'altra venne a modificare le abitudini inglesi per le case a schiera. Ciò fu facilitato dalla capillarità dei trasporti pubblici e dalla lenta diffusione delle automobili private. I sobborghi londinesi si espansero al di là dei limiti della contea entrando nei territori delle contee confinanti come l'Essex, l'Hertfordshire, il Kent, il Middlesex ed il Surrey.
Così come il resto del paese, Londra subì una forte disoccupazione durante il periodo della grande depressione degli anni trenta. Nell'East End, durante gli anni '30, fiorirono partiti politici estremisti di destra e sinistra. Il Partito Comunista di Gran Bretagna conquistò un seggio alla Camera dei Comuni, e l'estrema destra del Unione Britannica dei Fascisti riuscì ad ottenere un buon successo elettorale. Scontri fra forze di destra e di sinistra culminarono nella Battaglia di Cable Street del 1936. In questo periodo la popolazione di Londra raggiunse il suo massimo di ogni tempo pari a 8,6 milioni di abitanti nel 1939.
Un grande numero di ebrei giunsero dalla Germania nazista, e si stabilirono a Londra nel corso degli anni '30 specialmente nel West End.

### Londra durante la seconda guerra mondiale

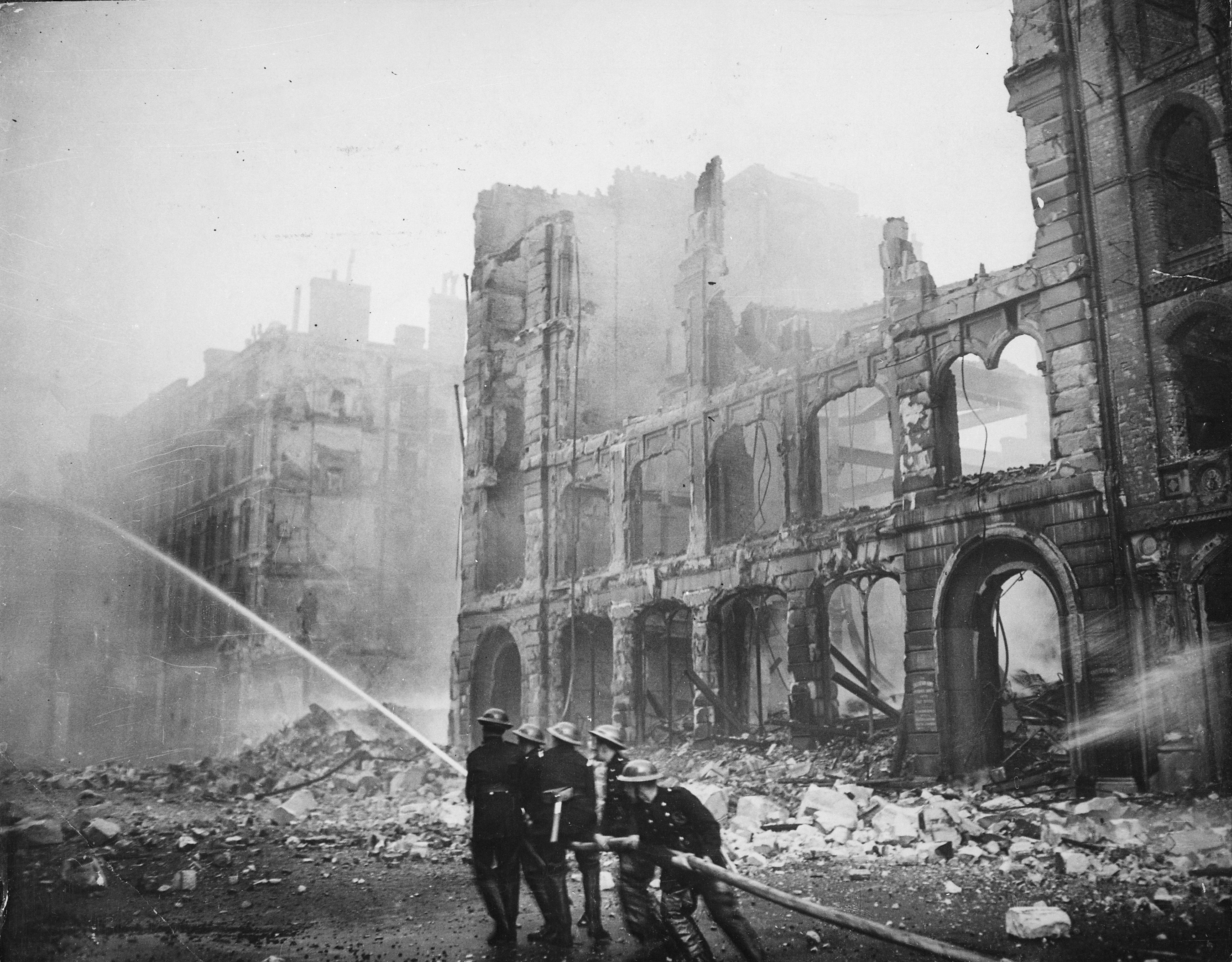
Pompieri spengono un incendio durante i bombardamenti.

Durante la seconda guerra mondiale, Londra, così come altre città britanniche, subì notevoli danneggiamenti a seguito di bombardamenti intensivi da parte della Luftwaffe. Prima dei bombardamenti, centinaia di migliaia di bambini londinesi vennero evacuati nelle vicine località di campagna. Il resto della popolazione trovò riparo, durante i bombardamenti, nelle stazioni sotterranee della metropolitana.
La fase peggiore dei bombardamenti si verificò fra il 7 settembre 1940 ed il 10 maggio 1941. Durante questo periodo, Londra fu sottoposta a 71 incursioni aeree e su di essa vennero lanciate 18.000 tonnellate di esplosivo ad alto potenziale. Dei bombardamenti meno pesanti e frequenti si verificarono negli anni successivi in cui Hitler concentrò i suoi sforzi bellici sul fronte orientale. Verso la fine della guerra, fra il 1944 ed il 1945, Londra dovette subire pesanti bombardamenti a mezzo di razzi V-1 e V-2, lanciati dai nazisti dai paesi europei occupati.
Londra subì notevoli danni e gravi perdite fra la popolazione civile e la zona più colpita fu quella del Docklands. Durante il conflitto persero la vita poco meno di 30.000 londinesi, mentre più di 50.000 subirono gravi menomazioni. Decine di migliaia di edifici vennero distrutti e centinaia di migliaia di londinesi rimasero senza casa.

### Londra dal 1945 al 2000
Immediatamente dopo la guerra, vennero disputati i Giochi della XIV Olimpiade allo Stadio di Wembley, quando la città si era a malapena risollevata dai disastri della guerra. La ricostruzione tardò ad iniziare, tuttavia nel 1951 si tenne il Festival of Britain segno evidente dell'ottimismo che guidava la rinascita della nazione.
Nell'immediato dopoguerra il problema degli alloggi fu quello al quale le autorità dovettero dedicarsi con maggior impegno Il grande numero di senzatetto e le coabitazioni portarono le autorità a pianificare le costruzioni di edifici multipiano assolutamente inusuali per gli abitanti di Londra. Nel corso degli anni cinquanta e sessanta, l'aspetto della città cambiò repentinamente a causa della costruzione di alti grattacieli anche se questi poi divennero poco amati dai londinesi. Allo scopo di eliminare le coabitazioni, vennero introdotte delle leggi che incoraggiavano la popolazione a trasferirsi nelle nuove città costruite nei dintorni di Londra.
Fra il XIX secolo e la prima metà del XX secolo, i londinesi usarono il carbone per il riscaldamento, producendo grandi quantità di fumi inquinanti. In combinazione con gli elementi atmosferici, spesso si creava il caratteristico smog ed i londinesi divennero proverbiali per il "fumo di Londra". Essa era famosa per la nebbia a causa di questo fenomeno così frequente che, nel 1952, culminò nel disastroso grande smog che durò per cinque giorni consecutivi e causo oltre 12.000 vittime. A seguito di questo evento si obbligò la popolazione ad usare dei combustibili meno inquinanti.
A partire dalla metà degli anni sessanta, a seguito del successo internazionale di alcuni gruppi musicali britannici come i Beatles ed i Rolling Stones, Londra divenne il centro mondiale della cultura giovanile, esemplificato dalla Swinging London, subcultura che fece di Carnaby Street un marchio di fabbrica della moda giovanile di tutto il mondo. Il ruolo della città di Londra come vessillifero della moda giovanile ritornò fortemente negli anni ottanta con la New wave ed il Punk.
Dagli anni '50 in avanti, Londra fu la meta di un grande numero di immigrati provenienti per gran parte dai paesi del Commonwealth quali la Giamaica, l'India, il Bangladesh ed il Pakistan: questo evento fini per cambiare in maniera sostanziale l'immagine di Londra trasformandola in una delle più diverse città d'Europa. L'integrazione di questi variegati immigrati non fu semplice a causa di tensioni razziali che emersero nei primi anni '80.
Dall'inizio dei "The Troubles" in Irlanda del Nord nei primi anni '70, fino alla metà degli anni novanta, Londra fu teatro di ripetuti attacchi terroristici da parte dell'IRA.
L'espansione di Londra venne rallentata dalla guerra, e la Green belt venne realizzata subito dopo. A causa di questa espansione sterna, nel 1965 la vecchia Contea di Londra (che fino ad allora aveva contenuta parte della conurbazione della città di Londra) ed il London County Council vennero aboliti, e la più estesa area della Greater London venne affidata all'amministrazione del Greater London Council costituito da 32 nuovi borough.
La popolazione della Greater London declinò velocemente dopo la guerra, scendendo dagli 8,6 milioni di abitanti del 1939 ai circa 6.8 milioni degli anni '80. Essa ricominciò a crescere alla fine degli anni '80 incoraggiata dai grandi risultati dell'economia e dall'accresciuta positiva immagine della città.
Il tradizionale traffico del porto di Londra crollò in maniera notevole dalla fine della guerra a causa della impossibilità di poter ricevere le grandi navi porta container a causa dello scarso pescaggio del fiume Tamigi. A seguito del dirottamento del traffico verso i porti di Felixstowe e Tilbury l'area dei docklands venne abbandonata ed andò in rovina fino alla metà degli anni '80, quando venne realizzato un piano di ricostruzione che trasformò l'area in un quartiere di uffici ed appartamenti residenziali. Negli anni '80 venne realizzata anche la Thames Barrier per proteggere Londra dalle alte maree provocate dal mare del Nord.
Agli inizi degli anni '80 vi furono delle dispute fra la Greater London Council diretta da Ken Livingstone ed il governo conservatore guidato da Margaret Thatcher, che portarono all'abolizione dell'organismo, nel 1986, delegando molti dei suoi poteri ai singoli borough. Questa decisione fece di Londra l'unica grande città a livello mondiale a non avere una amministrazione centrale che ne potesse dirigere e coordinare la gestione.
Nel 2000, venne ripristinata un'amministrazione centralizzata con la costituzione della Greater London Authority da parte del primo ministro Tony Blair. Questo organismo ebbe la giurisdizione sull'intera area della Greater London e poteri similari a quelli posseduti dal precedente organismo, ovvero l'elezione diretta del Mayor e della London Assembly. Londra venne anche riconosciuta come una delle nove regioni dell'Inghilterra.

## Londra nel XXI secolo

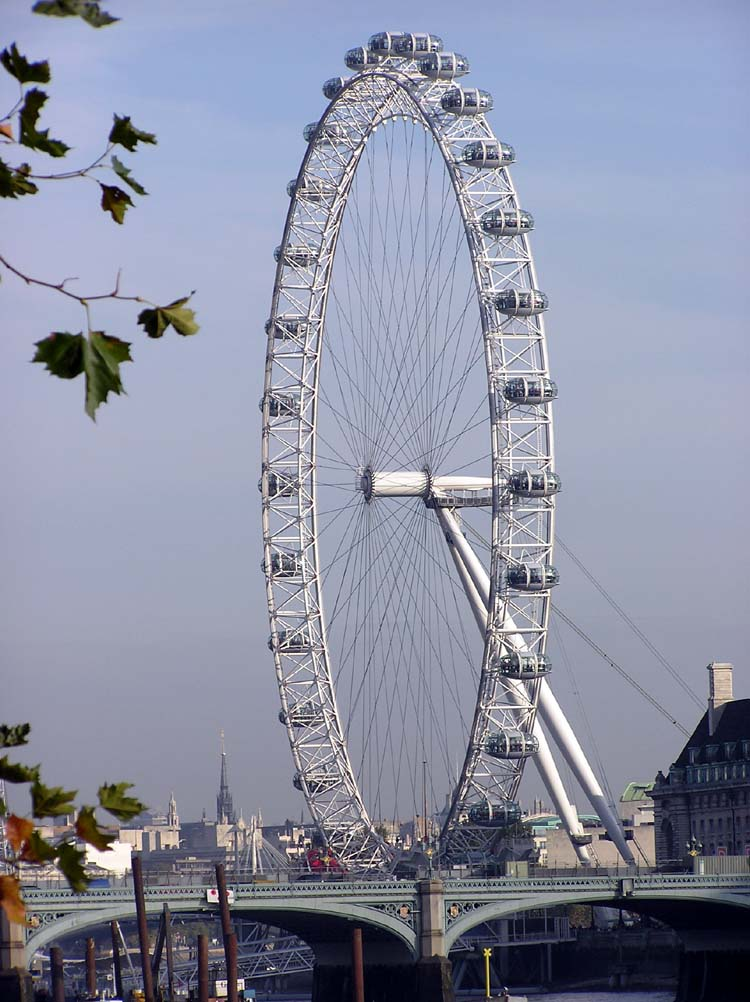
Un'icona della Londra del XXI secolo: il London Eye.

All'arrivo del XXI secolo la città di Londra si presentò con il Millennium Dome a Greenwich, uno dei più criticati progetti, mentre altri ebbero maggiore successo come la "Millennium Wheel" o London Eye, una delle ruote di osservazione più grandi del mondo, che venne eretta come una struttura temporanea ma poi finì per essere mantenuta visto il successo di affluenza del pubblico che ha raggiunto i 4.000.000 di visitatori all'anno. La Lotteria nazionale raccolse poi dei fondi per migliorare le attrazioni già esistenti e fra queste venne deciso di realizzare una copertura della Great Court del British Museum.
Il 6 luglio 2005 a Londra venne assegnata l'organizzazione dei Giochi della XXX Olimpiade. L'entusiasmo per l'assegnazione di questo importante avvenimento venne però presto smorzato dall'attacco terroristico subito dalla città il giorno successivo. Londra venne sconvolta da una serie di attentati terroristici, che causarono la morte di 50 persone ed il ferimento di altre 750. Gli attentati avvennero in diverse stazioni della metropolitana e su uno dei famosi bus a due piani vicino Russell Square a King's Cross.
Nell'agosto del 2011, a seguito dell'uccisione di un uomo di 29 anni da parte della polizia nel quartiere di Tottenham, si scatenano disordini e sommosse in varie zone della capitale.
Tra i maggiori progetti atti migliorare il sistema dei trasporti pubblici, è attualmente (2017) in costruzione una nuova ferrovia sotterranea chiamata Crossrail che collegherà Londra ed il suo hinterland sulla direttrice est-ovest.

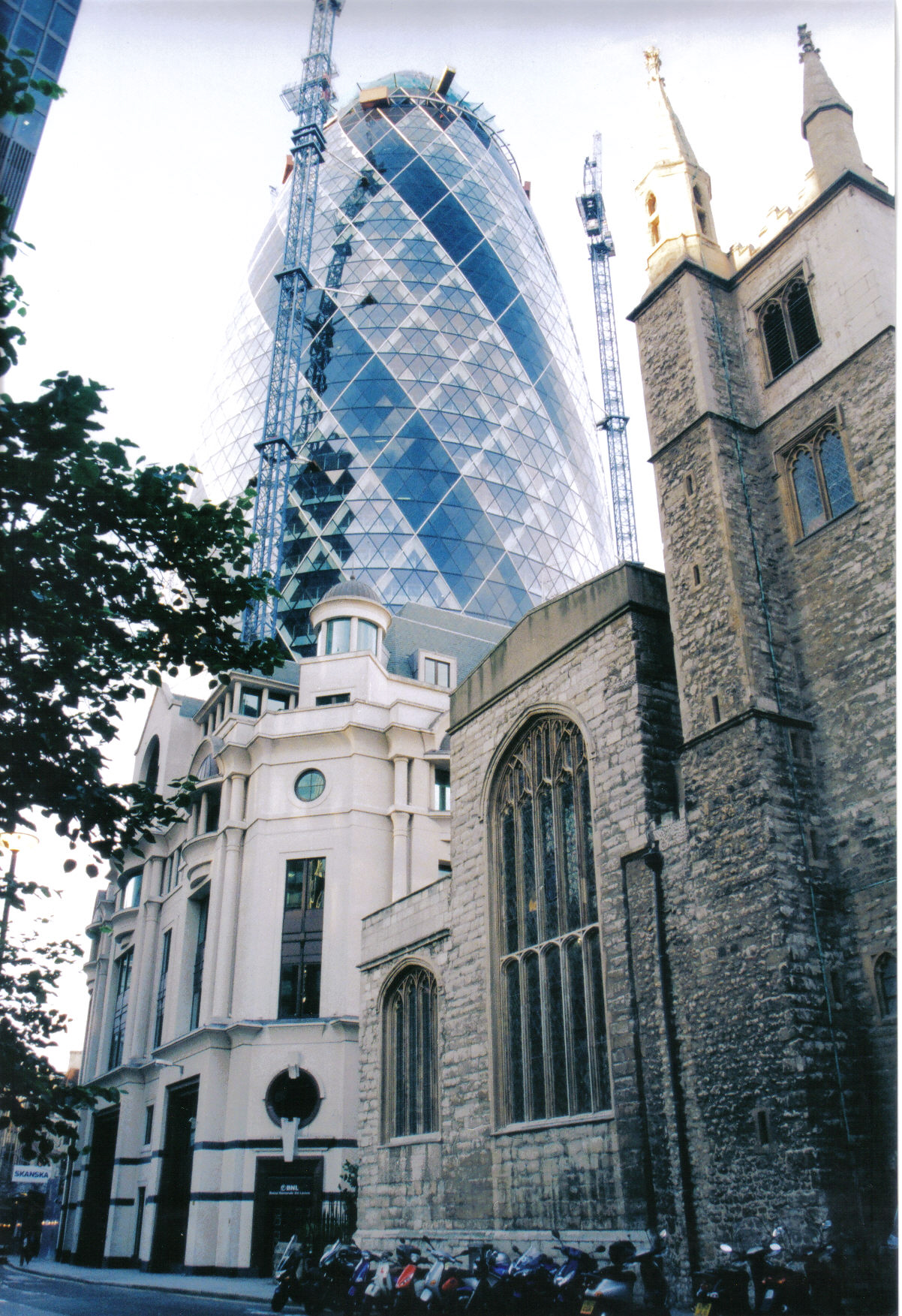
The Gherkin in fase di costruzione.

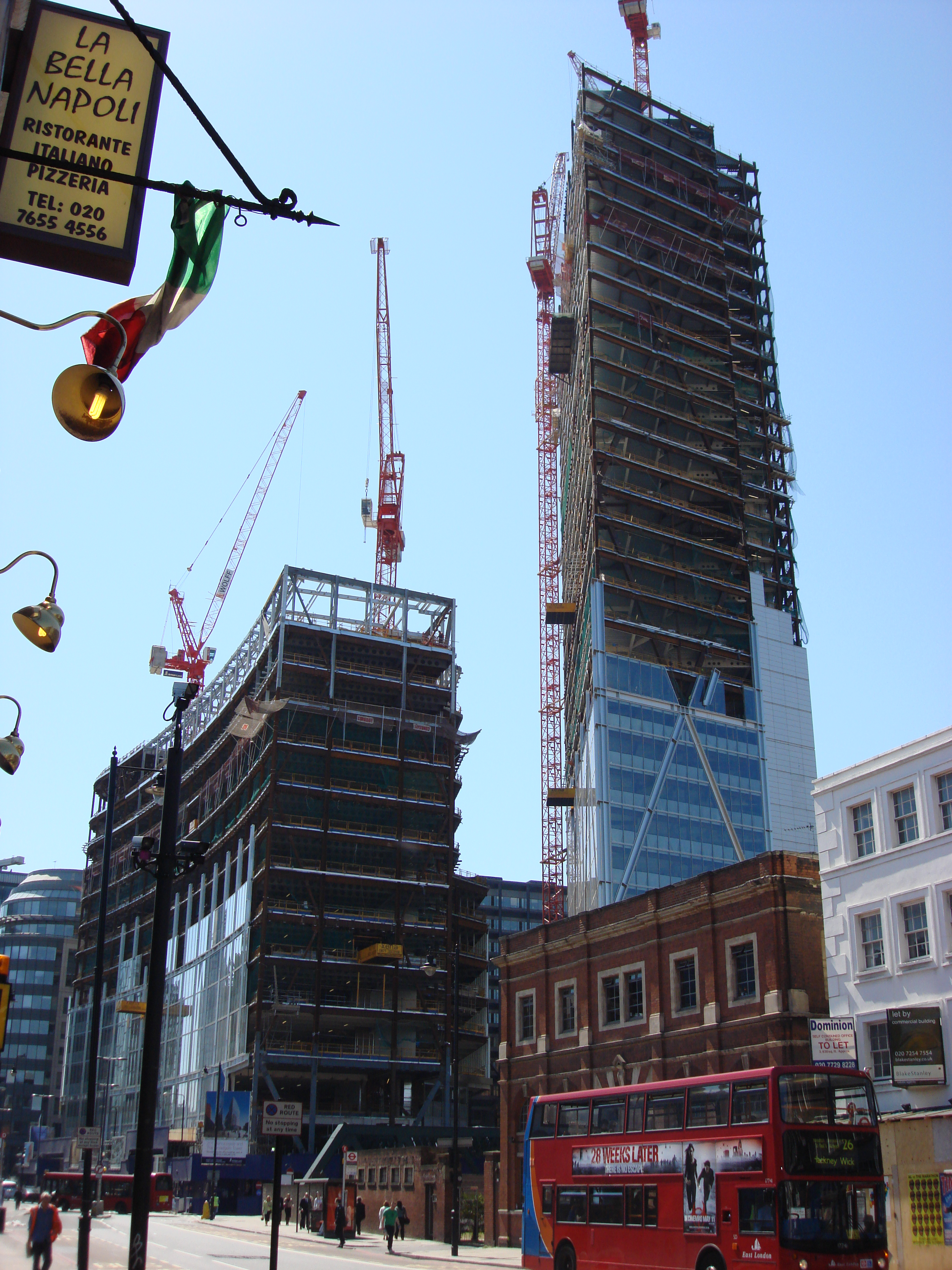
La Broadgate Tower in costruzione.

## Popolazione

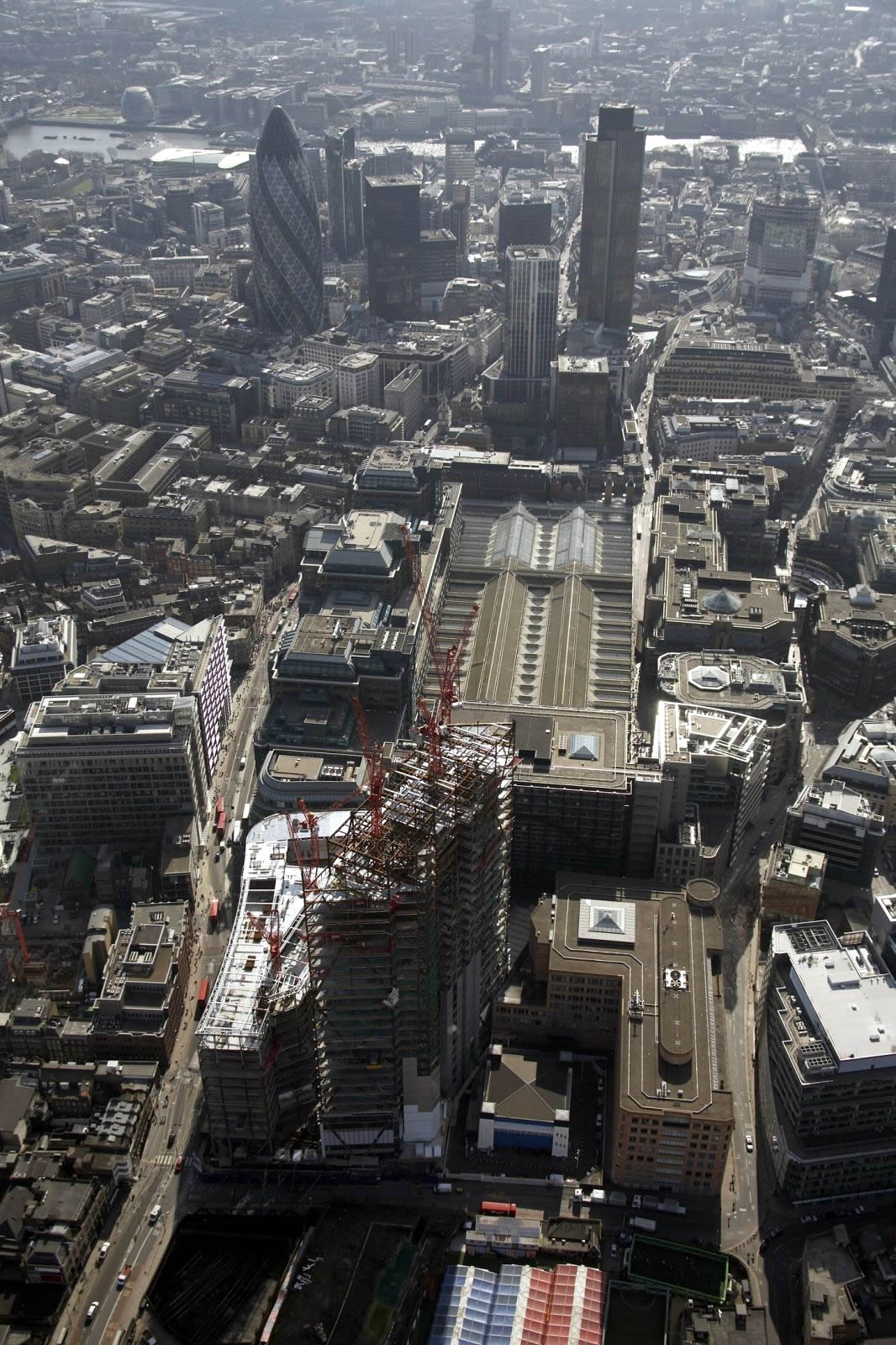
Vista aerea dei grattacieli di Londra.

| Anno | Abitanti        |
| ---- | --------------- |
| 1    | pochi contadini |
| 50   | 50-100          |
| 140  | 45.000-60.000   |
| 300  | 10.000-20.000   |
| 1000 | 5.000-10.000    |
| 1100 | 10.000-20.000   |
| 1300 | 50.000-80.000   |
| 1350 | 25.000-50.000   |
| 1500 | 50.000-75.000   |
| 1600 | 200.000         |
| 1650 | 350.000         |
| 1700 | 550.000         |
| 1750 | 700.000         |
| 1801 | 959.300         |
| 1831 | 1.655.000       |
| 1851 | 2.363.000       |
| 1891 | 5.572.012       |
| 1901 | 6.506.954       |
| 1911 | 7.160.525       |
| 1921 | 7.386.848       |
| 1931 | 8.110.480       |
| 1939 | 8.615.245       |
| 1951 | 8.196.978       |
| 1961 | 7.992.616       |
| 1971 | 7.452.520       |
| 1981 | 6.805.000       |
| 1991 | 6.829.300       |
| 2001 | 7.322.400       |
| 2006 | 7.657.300       |
| 2011 | 8.174.100       |
| 2016 | 8.787.892       |

## Luoghi storici

### Antichità e Medioevo
- Città di Londra
- Tempio di Mitra
- London Wall
- Cattedrale di San Paolo
- Torre di Londra
- Palazzo di Westminster
- Abbazia di Westminster

### Età Moderna
- Hampton Court
- St. James's Palace
- Hyde Park
- Osservatorio di Greenwich
- Monumento al grande incendio di Londra
- Kensington Palace
- Buckingham Palace
- Royal Opera House
- British Museum
- National Gallery
- Scotland Yard (le due sedi precedente)

### Età Contemporanea
- Scotland Yard (sede attuale)
- Thames Barrier
- London Eye
- The O2

### Generali
- Ponti di Londra
- Stazioni ferroviarie di Londra
- Grattacieli di Londra